# オレクサンドル・グラドキー
オレクサンドル・ムィコラーヨヴィチ・フラドキー（ウクライナ語: Олександр Миколайович Гладкий, ラテン文字: Oleksandr Mykolayovych Hladkyy, 1987年8月24日 - ）は、ソビエト連邦（現ウクライナ）・ハルキウ出身の同国代表サッカー選手。チャイクル・リゼスポル所属。ポジションはFW。

## 経歴
2003年からFCメタリスト・ハルキウに所属し、2005年にFCハルキウに移籍した。2006-07シーズンには29試合で13ゴールを決める得点王を獲得した。この活躍から2007年6月8日、FCシャフタール・ドネツクに5年契約で移籍した。2010年8月17日、FCドニプロに4年契約で移籍した。移籍金は推定700万ユーロ（約7億7000万円）。
2017年3月2日、FCディナモ・キーウからのシーズンローンでFCカルパティ・リヴィウに再加入することが発表された。

## 代表歴
ウクライナ代表として2007年8月22日、親善試合のウズベキスタン代表戦でデビューを果たし、初ゴールを記録した。

## タイトル

### クラブ
シャフタール
- ウクライナ・プレミアリーグ : 2007-08, 2009-10
- ウクライナ・カップ : 2007-08, 2015-16
- ウクライナ・スーパーカップ : 2008, 2010, 2014, 2015
- UEFAカップ : 2008-09

ディナモ・キエフ
- ウクライナ・スーパーカップ : 2016

### 個人
- ウクライナ・プレミアリーグ得点王 : 2007（13得点）